# Amblyseius excelsus
Amblyseius excelsus (лат.) — вид паразитиформных клещей рода Amblyseius из семейства Phytoseiidae (Mesostigmata). Мелкие свободноживущие хищные клещи длиной менее 1 мм. Индия, Пакистан. От близких видов отличается следующими признаками: вентрианальный щит не вазообразный; сета z4 короткая, не длиннее двух третей расстояния между основаниями z4 и s4; щетинка z5 короче 500 мкм; дорзум с выемкой на уровне R1. Дорсальный диск длиной 343 мкм, шириной 239 мкм, вентрианальный щит пентагональный. Дорсальные щетинки заострённые (заднебоковых щетинок PL 3 пары, а переднебоковых AL — 2 пары). Дорсальный щит склеротизирован. Вид был впервые описан в 1979 году по материалам из Пакистана, собранным на клещевине (Ricinus communis, Euphorbiaceae), а его валидный статус подтверждён в 2017 году.